# Memi-paša Hrvat
Memi-paša Hrvat je bio Hrvat islamske vjere iz BiH koji je postao vezir. Po predaji bio je iz Gradačca. Spominje ga Ivan Gundulić u Osmanu. Bilježi ga i Safvet-beg Bašagić u svojem djelu Znameniti Hrvati Bošnjaci i Hercegovci u Turskoj carevini.